# Blakea litoralis
Blakea litoralis är en tvåhjärtbladig växtart som beskrevs av Louis Otho Otto Williams. Blakea litoralis ingår i släktet Blakea och familjen Melastomataceae. Inga underarter finns listade i Catalogue of Life.

## Bildgalleri

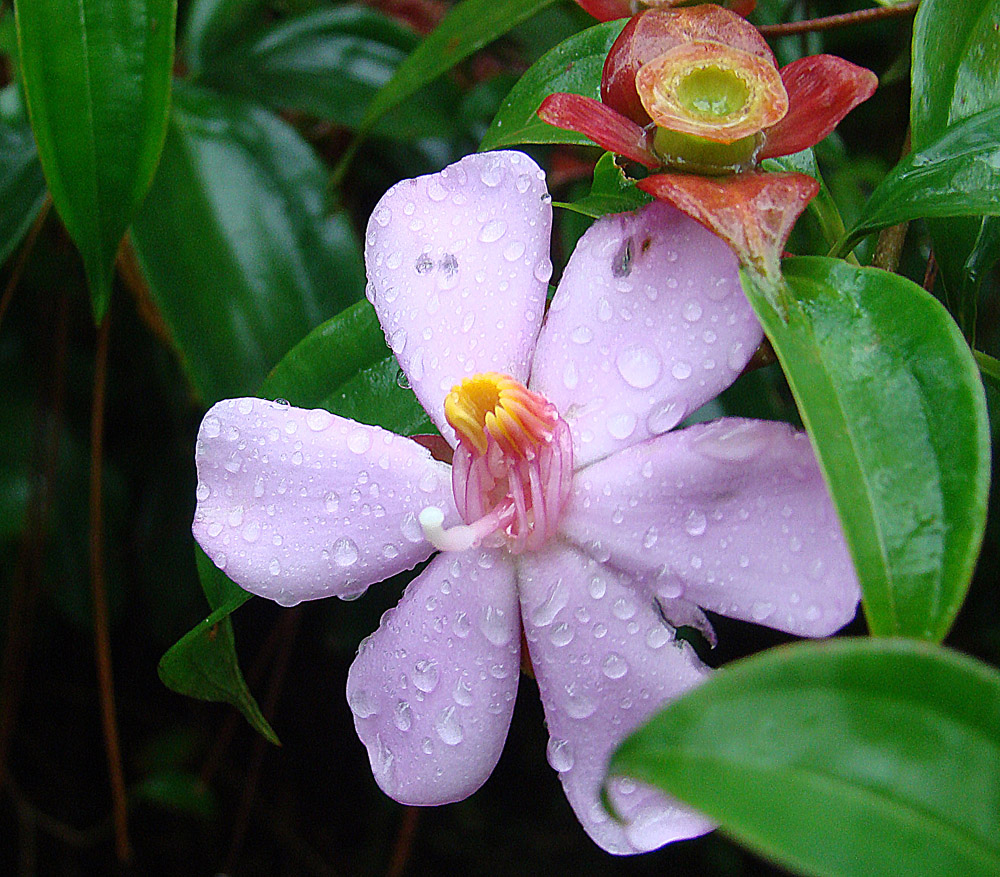